# Amerikansk näbbhassel
Amerikansk näbbhassel, Corylus cornuta är en björkväxtart som beskrevs av Humphry Marshall. Corylus cornuta ingår i släktet hasslar, och familjen björkväxter.
Trädet förekommer i södra Kanada och i nordöstra USA samt i nordvästra USA vid Stilla havet. I södra Alberta och södra Saskatchewan samt i angränsande områden av USA år populationerna små och glest fördelade. Det är oklart om amerikansk näbbhassel förekommer i norra Kalifornien. Arten hittas i låglandet och i bergstrakter upp till 2400 meter över havet.
Amerikansk näbbhassel är oftast utformad som en buske som blir upp till 3 meter hög. Den växer ofta i mindre träd- eller buskeansamlingar, i öppna skogar och i områden där trädfällning och bränder är vanligt förekommande. När större träd bilar täta kronor i samma område blir arten sällsynt. Amerikansk näbbhassel undviker mycket fuktig grund, torv och fin lera.

## Underarter
Arten delas in i följande underarter:
- C. c. californica
- C. c. cornuta

## Bildgalleri

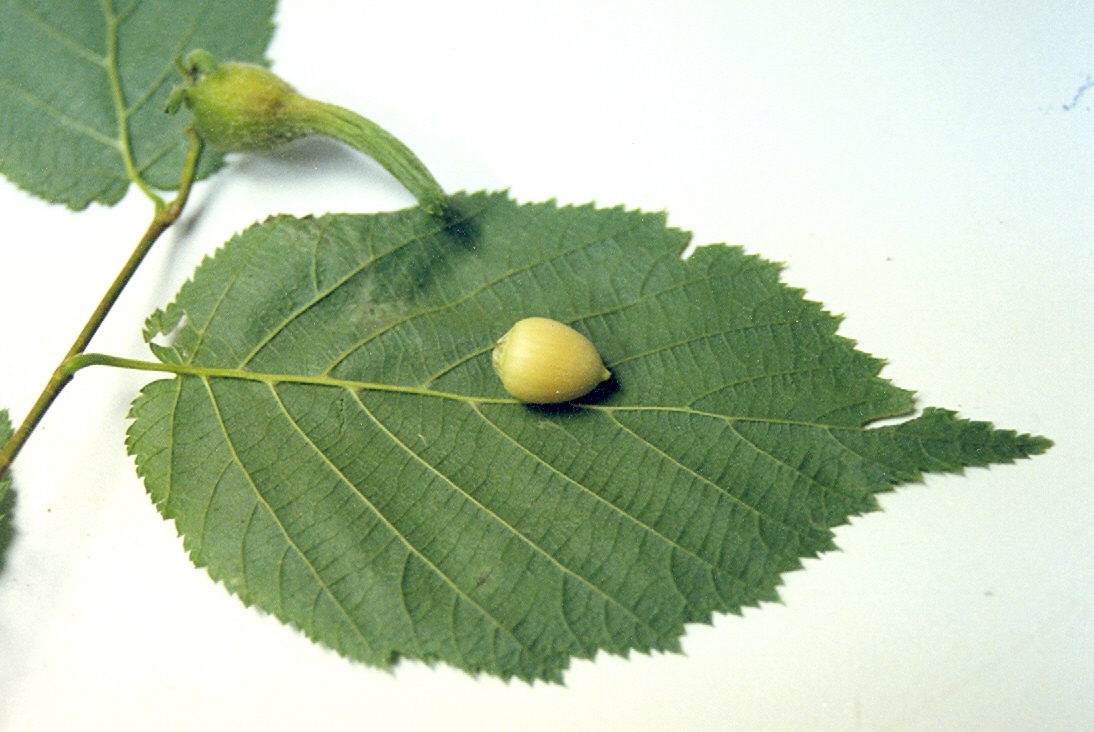
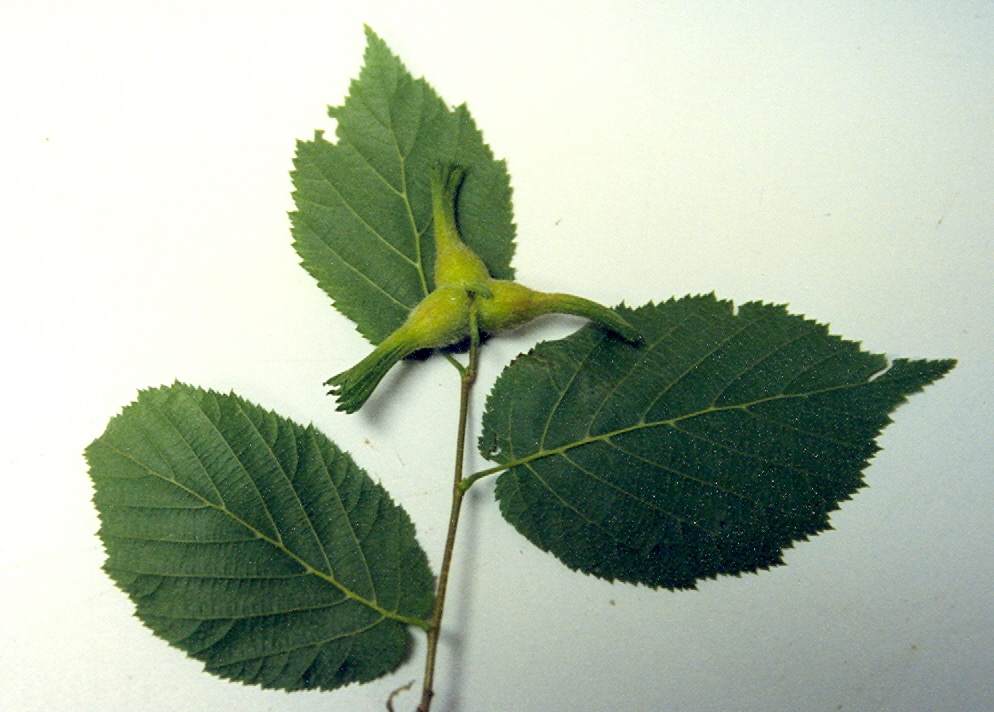
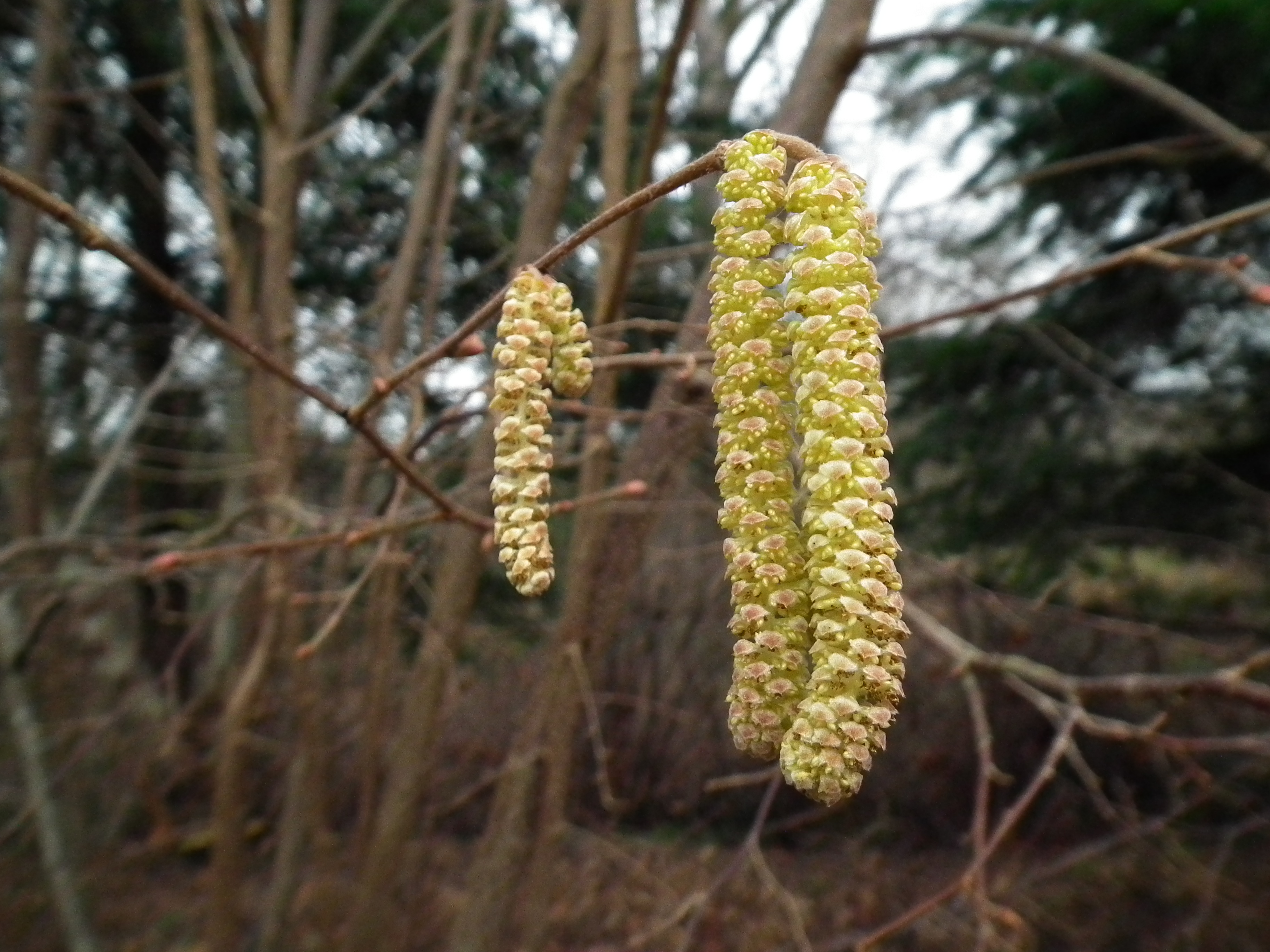
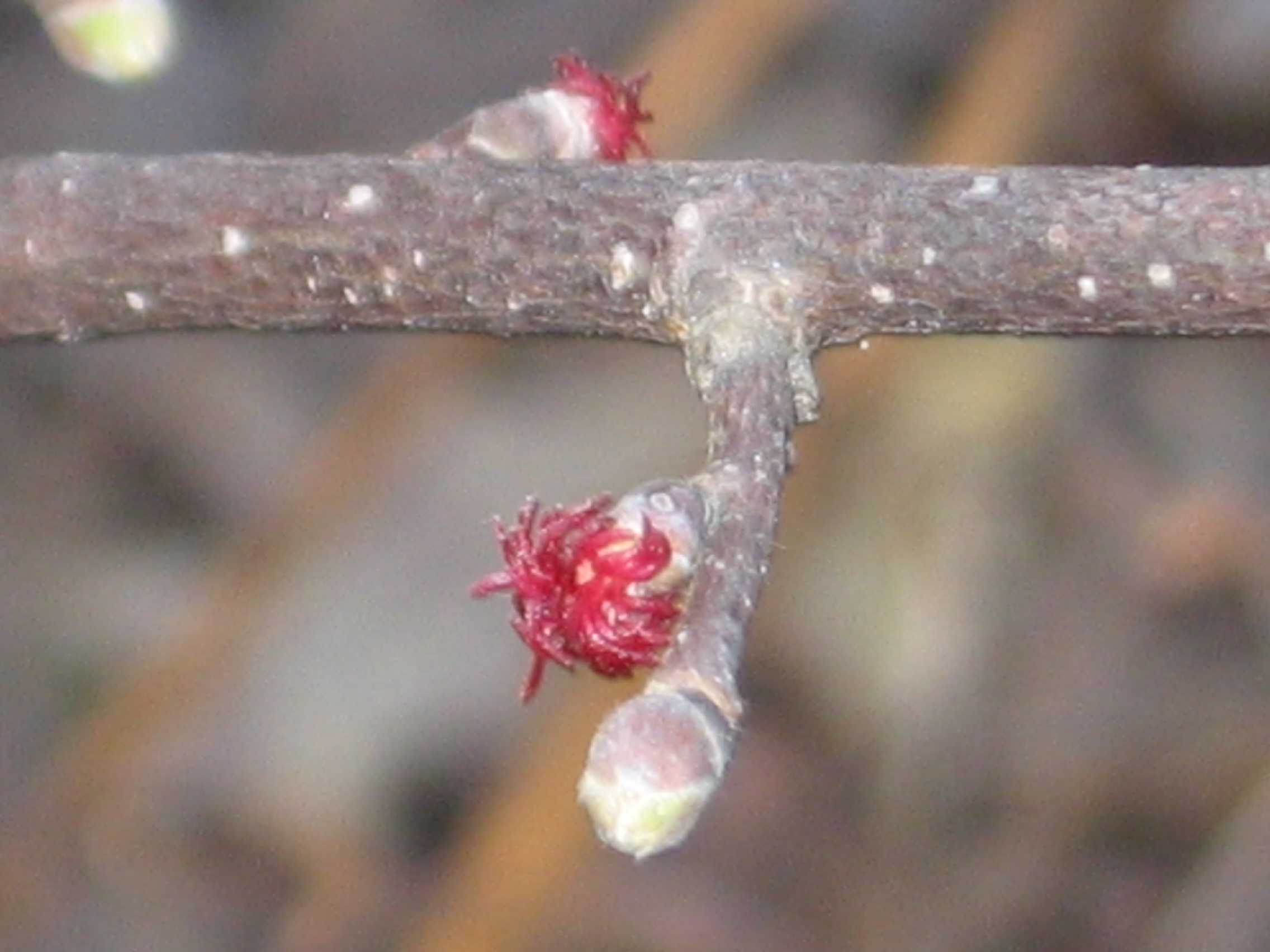